# Cella Dima
Cella Dima (n. 13 martie 1916, București, România – d. 4 martie 2000, București, România) a fost o actriță română de film, radio, televiziune, scenă și voce.

## Distincții
- Ordinul Muncii clasa a III-a (19 aprilie 1952) „pentru munca depusă cu ocazia «Centenarului Caragiale»”[1]
- titlul de Artist Emerit (28 martie 1962) „pentru realizări valoroase în domeniul artistic”[2][3]
- Ordinul „Meritul Cultural” clasa a III-a (6 noiembrie 1967) „pentru merite deosebite în domeniul artei dramatice”[4]

## Filmografie[5]
- Bulevardul 'Fluieră Vântu' (1950)
- Bădăranii (1960) - Margarita, soția lui jupân Lunardo
- Porto-Franco (1961)
- S-a furat o bombă (1962)
- Cerul n-are gratii (1962)
- La patru pași de infinit (1964) - Emilia, soția dr. Coman
- Mofturi 1900 (1965)
- Brigada Diverse intră în acțiune (1970) - doamna Rizescu
- Zbor periculos (1984)

## Scrieri
- De la vorbire la elocință, editura Albatros, 1982